# Ramin Əzizov
Ramin Qulam oğlu Əzizov (ur. 8 lutego 1988 w Lenkoranie) – azerski zawodnik taekwondo, uczestnik letnich igrzysk olimpijskich w Londynie, brązowy medalista mistrzostw świata, srebrny i brązowy medalista mistrzostw Europy.
W 2011 roku w Baku zwyciężył w turnieju kwalifikacyjnym do igrzysk olimpijskich w Londynie i wywalczył kwalifikację olimpijską. Na igrzyskach zajął dziewiąte miejsce w kategorii do 80 kg. W rundzie kwalifikacyjnej pokonał Stevena Lópeza, a w ćwierćfinale uległ Mauro Sarmiento.
W 2011 roku, na mistrzostwach świata w Gyeongju, zdobył brązowy medal w kategorii do 80 kg. Rok później, na mistrzostwach Europy w Manchesterze, zdobył w tej kategorii srebrny medal, a w 2014 roku na mistrzostwach kontynentu w Baku wywalczył brąz.
W 2005 roku w Baku zajął trzecie miejsce w młodzieżowych mistrzostwach Europy w wadze do 68 kg.